# Élections législatives vincentaises de 1989
Les élections législatives vincentaises de 1989 se sont déroulées le 16 mai 1989 à Saint-Vincent-et-les-Grenadines. Elles aboutissent à un raz de marée électoral en faveur du Nouveau Parti démocratique (NPD) au pouvoir, qui réunit près de deux tiers des suffrages et remporte la totalité des quinze sièges choisit au suffrage direct à la Chambre d'assemblée vincentaise. James Fitz-Allen Mitchell est reconduit au poste de Premier ministre.

## Système politique et électoral
Saint-Vincent-et-les-Grenadines est un royaume du Commonwealth, un État indépendant dans les Caraïbes ayant conservé la reine Élisabeth II comme chef symbolique et cérémoniel de l'État. Cette dernière est représentée par un gouverneur général choisi par le gouvernement vincentais. C'est une monarchie parlementaire et une démocratie multipartite. 
Son parlement monocaméral, l'assemblée, est composée de 21 à 23 membres élus pour cinq ans, dont 15 représentants au scrutin uninominal majoritaire à un tour dans autant de circonscriptions. Six autres membres, dits sénateurs, sont nommés par le gouverneur général, dont quatre sur proposition de la majorité au pouvoir et les deux autres sur celle de l'opposition. De même, Le président de l'assemblée et le procureur général sont membres de droit s'ils ne sont pas déjà issus des rangs de l'assemblée. Le Premier ministre et ses ministres sont issus de la Chambre d'assemblée, qui contrôle l'exécutif.
Le vote n'est pas obligatoire.

## Résultats
|                           |                                            |        |       |       |        |               |  |  |  |
| Parti                     | Parti                                      | Voix   | %     | +/-   | Sièges | +/-           |  |  |  |
|                           | Nouveau Parti démocratique (NPD)           | 29 079 | 66,29 | 14,88 | 15     | 6             |  |  |  |
|                           | Parti travailliste de Saint-Vincent (PTSV) | 13 290 | 30,30 | 11,14 | 0      | 4             |  |  |  |
|                           | Mouvement pour l'unité nationale (MUN)     | 1 030  | 2,35  | 0,32  | 0      | en stagnation |  |  |  |
|                           | Mouvement populaire uni (MPU)              | 468    | 1,07  | 2,13  | 0      | en stagnation |  |  |  |
|                           |                                            |        |       |       |        |               |  |  |  |
| Votes valides             | Votes valides                              | 43 867 | 99,21 |       |        |               |  |  |  |
| Votes blancs et invalides | Votes blancs et invalides                  | 351    | 0,79  |       |        |               |  |  |  |
| Total                     | Total                                      | 44 218 | 100   | –     | 15     | 2             |  |  |  |
| Abstentions               | Abstentions                                | 16 873 | 27,62 |       |        |               |  |  |  |
| Inscrits / participation  | Inscrits / participation                   | 61 091 | 72,38 |       |        |               |  |  |  |

| Majorité absolue |
| ↓                |
| 15               |
| NPD              |

## Résultats par circonscription[1]
- PTSV : Parti travailliste de Saint Vincent (Saint Vincent Labour Party), nombre de candidats présentés : 15, chef : Vincent Beache
- NPD : Nouveau Parti démocratique (New Democratic Party), nombre de candidats présentés : 15, chef : James Fitz-Allen Mitchell
- MPU : Mouvement populaire uni (United People's Movemnet), nombre de candidats présentés : 2, chef : ?
- MUN : Mouvement pour l'unité nationale (Movement for National Unity), nombre de candidats présentés : 2, chef : Ralph Gonsalves

Nombre total de candidat : 34
| Circonscription        | Parti  | Parti  | Parti | Parti | Suffrages | Suffrages | Suffrages | Inscrits | Partici- pation |
| Circonscription        | NPD    | PTSV   | MUN   | MPU   | Valides   | Invalides | Total     | Inscrits | Partici- pation |
| ---------------------- | ------ | ------ | ----- | ----- | --------- | --------- | --------- | -------- | --------------- |
| North Windward         | 1 514  | 1 899  | 998   | -     | 2 897     | 22        | 2 919     | 3 612    | 80,81 %         |
| North Central Windward | 1 359  | 1 263  | 889   | -     | 3 511     | 60        | 3 571     | 4 421    | 80,77 %         |
| South Central Windward | 2 783  | 323    | -     | 334   | 3 440     | 20        | 3 460     | 4 526    | 76,45 %         |
| South Windward         | 1 991  | 1 133  | -     | -     | 3 124     | 31        | 3 155     | 4 184    | 75,41 %         |
| Marriaqua              | 1 940  | 1 608  | -     | -     | 3 548     | 13        | 3 561     | 4 707    | 75,65 %         |
| East St. George        | 1 854  | 1 427  | -     | -     | 3 281     | 25        | 3 306     | 4 771    | 69,29 %         |
| West St. George        | 2 041  | 1 048  | -     | -     | 3 089     | 28        | 3 117     | 4 821    | 64,65 %         |
| East Kingstown         | 1 750  | 798    | 141   | -     | 2 689     | 17        | 2 706     | 4 204    | 64,37 %         |
| Central Kingstown      | 2 018  | 624    | -     | -     | 2 642     | 21        | 2 663     | 4 270    | 62,37 %         |
| West Kingstown         | 2 174  | 664    | -     | -     | 2 838     | 24        | 2 862     | 3 615    | 66,01 %         |
| South Leeward          | 2 367  | 1 054  | -     | 134   | 3 555     | 28        | 3 583     | 4 614    | 77,65 %         |
| Central Leeward        | 2 016  | 1 076  | -     | -     | 3 092     | 22        | 3 114     | 3 947    | 78,90 %         |
| North Leeward          | 2 257  | 1 040  | -     | -     | 3 297     | 16        | 3 313     | 4 225    | 78,41 %         |
| Northern Grenadines    | 1 664  | 157    | -     | -     | 1 821     | 17        | 1 838     | 2 899    | 63,40 %         |
| Southern Grenadines    | 966    | 77     | -     | -     | 1 043     | 7         | 1 050     | 1 554    | 67,57 %         |
| Total                  | 29 079 | 13 290 | 1 030 | 468   | 43 867    | 351       | 44 218    | 61 091   | 72,38 %         |

## Représentants élus
| Circonscription        | Représentant sortant                 | Parti                    | Parti                    | Représentant élu          | Parti | Parti |
| ---------------------- | ------------------------------------ | ------------------------ | ------------------------ | ------------------------- | ----- | ----- |
| North Windward         | Inconnu                              |                          | NPD                      | Inconnu                   |       | NPD   |
| North Central Windward | Inconnu                              |                          | PTSV                     | Inconnu                   |       | NPD   |
| South Central Windward | Inconnu                              |                          | NPD                      | Allan Cruickshank         |       | NPD   |
| South Windward         | Inconnu                              |                          | NPD                      | Inconnu                   |       | NPD   |
| Marriaqua              | Inconnu                              |                          | PTSV                     | Inconnu                   |       | NPD   |
| East St. George        | Inconnu*                             |                          | NPD                      | Inconnu                   |       | NPD   |
| West St. George        | Inconnu                              |                          | NPD                      | Yvonne Francis-Gibson     |       | NPD   |
| East Kingstown         | Inconnu                              |                          | NPD                      | Inconnu                   |       | NPD   |
| Central Kingstown      | Nouvelle circonscription             | Nouvelle circonscription | Nouvelle circonscription | Inconnu                   |       | NPD   |
| West Kingstown         | Inconnu                              |                          | NPD                      | Inconnu                   |       | NPD   |
| South Leeward          | Inconnu                              |                          | NPD                      | Inconnu                   |       | NPD   |
| Central Leeward        | Inconnu                              |                          | NPD                      | Inconnu                   |       | NPD   |
| North Leeward          | Inconnu                              |                          | PTSV                     | Inconnu                   |       | NPD   |
| Northern Grenadines    | Inconnu (représentant de Grenadines) |                          | NPD                      | James Fitz-Allen Mitchell |       | NPD   |
| Southern Grenadines    | Inconnu (représentant de Grenadines) | Inconnu                  | NPD                      |                           | NPD   |       |

- * Élu lors d'une élection partielle. Le NPD a obtenu un 10e siège réduisant à trois le nombre de représentants pour le PTSV